# 中国プロサッカーリーグの外国籍選手一覧
中国プロサッカーリーグの所属クラブごとの外国籍選手一覧。来中中に中国に帰化した場合は、帰化後に在籍したクラブには記載しない。

## 北京市

### 北京中赫国安
- FW カシアーノ・デルバージェ (1997年-1998年、1999年、2002年-2003年、 パラグアイ)
- DF エゴール・クリメツ (2013年、2016年-、 ウズベキスタン)
- FW クレーベ (2015年-、 ブラジル)
- MF ラルフ (2016年-、 ブラジル)
- MF レナト・アウグスト (2016年-、 ブラジル)
- FW イゴール・セルゲーエフ (2016年-、 ウズベキスタン)

### 北京人和
- FW ニキツァ・イェラヴィッチ (2016年-2017年、 クロアチア  ボスニア・ヘルツェゴビナ)

## 天津市

### 天津天海
- DF ターヴィ・ラーン (2011年-2012年、 エストニア)
- FW ルイス・ファビアーノ (2016年、 ブラジル)
- MF ジャジソン (2016年、 ブラジル)
- MF ジェウヴァニオ (2016年-2019年、 ブラジル)
- MF アクセル・ヴィツェル (2017年-2018年、 ベルギー)
- MF 権敬源 (クォン・ギョンウォン) (2017年-、 韓国)

### 天津泰達
- MF ネマニャ・グデリ (2017年-2018年、 セルビア  オランダ)

## 河北省

### 河北華夏幸福
- MF ネナド・ミリヤシュ (2015年、 セルビア)
- FW ジェルヴィーニョ (2016年-2018年、 コートジボワール)
- MF ガエル・カクタ (2016年-2018年、 フランス  コンゴ民主共和国)
- FW エセキエル・ラベッシ (2016年-、 アルゼンチン  イタリア)
- DF エルサン・ギュリュム (2016年-、 トルコ  オーストラリア)
- MF ステファーヌ・エムビア (2016年-、 カメルーン  フランス)
- FW アロイージオ (2016年-、 ブラジル)
- MF エルナネス (2017年-、 ブラジル)

### 石家荘永昌
- DF 趙容衡 (2015-2016、 韓国)
- MF 朴庭秀 (2012-2013、 韓国)
- MF ミカエル (2015-、 ポルトガル)
- FW カルロン (2014-2015、 ブラジル)
- FW エイドゥル・グジョンセン (2015、 アイスランド)
- FW ヤコブ・ムレンガ (2015-、 ザンビア)
- FW マテウス (2016-、 ブラジル)

## 遼寧省

### 遼寧宏運
- FW アレン・アヴディッチ (2004年、 ボスニア・ヘルツェゴビナ)
- FW ライアン・グリフィス (2007年‐2008年、 オーストラリア)
- FW アンデルソン (2009年、 ブラジル)
- DF 趙世權 (2009年、 韓国)
- FW ジャファル・イリスメトフ (2009年、 ウズベキスタン)
- MF アンドレジーニョ (2010年、 ブラジル)
- DF イスロム・イノモフ (2010年、 ウズベキスタン)
- DF 金裕晋 (2011年-2012年、 韓国)
- FW ヴァウド (2011年、 ブラジル)
- FW ジェームズ・チャマンガ (2013年-、 ザンビア)
- FW エドゥー (2013年、 ブラジル)
- DF シャフカト・ムラジャノフ (2013年、 ウズベキスタン)
- FW ケヴィン・オリス (2014年、 ベルギー)
- DF アルチョム・フィリポシャン (2014年、 ウズベキスタン)
- MF ビリー・セレスキー (2014年、 北マケドニア)
- FW デリック・チュカ・オグブ (2014年-2015年、 ナイジェリア)
- MF エリク・ビクファルヴィ (2015年、 ルーマニア)
- FW パウロ・エンリケ (2015年、 ブラジル)
- DF マイケル・スウェイト (2016年-、 オーストラリア)
- FW イブラヒマ・トゥーレ (2016年-、 セネガル)
- FW ジェームス・トロイージ (2016年、 オーストラリア)
- FW アンソニー・ウジャー (2016年-、 ナイジェリア)
- MF ダリオ・ヴィドシッチ (2016年-、 オーストラリア)

## 吉林省

### 長春亜泰
- DF アンズル・イスマイロフ (2011-、 ウズベキスタン)
- DF 殷亜吉 (2016-、 台湾)
- MF マット・マッカイ (2009, 2013、 オーストラリア)
- MF モデスト・エムバミ (2011、)
- MF エニーニョ (2013-2014、 ブラジル)
- MF フスティ・サボルチ (2014-2015、 ハンガリー)
- MF ダルコ・マティッチ (2016-、 クロアチア)
- FW ティジャニ・ババンギダ (2004-2005、 ナイジェリア)
- FW ウラディーミル・シシェロフ (2005、 ウズベキスタン)
- FW ゼ・カルロス (2013、 ブラジル)
- FW ファトス・ベチライ (2015-2016、 モンテネグロ)
- FW ウウォ・ムサ・マーズ (2015、 ニジェール)
- FW マルセロ・マルティンス・モレノ (2015-2016、 ボリビア)
- FW ブルーノ・メネゲウ (2016-、 ブラジル)

### 延辺富徳
- MF 尹ビッガラム (2016年-、 韓国)

## 上海市

### 上海上港
- DF 金周栄 (キム・ジュヨン) (2015年-、 韓国)
- MF ダリオ・コンカ (2015年-、 アルゼンチン)
- FW アサモア・ギャン (2015年-2017年、 ガーナ)
- FW ジャン・エヴラール・クアシ (2015年-、 コートジボワール)
- FW エウケソン (2016年-2019年、 ブラジル)
- FW フッキ (2016年-2020年、 ブラジル)
- MF オディル・アフメドフ (2017年-、 ウズベキスタン)
- MF オスカル (2017年-、 ブラジル)
- DF リカルド・カルヴァーリョ (2017年、 ポルトガル)
- FW マルコ・アルナウトヴィッチ (2019年-、 オーストリア  セルビア)

### 上海緑地申花
- DF ジュニオール・バイアーノ (2002、 ブラジル )
- DF マーク・ミリガン (2009、 オーストラリア )
- DF ロランド・スキアビ (2013、 )
- DF 曺秉局 (2014、 韓国 )
- DF アヴラアム・パパドプーロス (2015、 キプロス )
- DF ストフィラ・スンズ (2015-2016、 ザンビア )
- DF 金基熙 (2016-、 韓国 )
- MF ネスコ・ミロヴァノヴィッチ (2002、 セルビア  ブルガリア )
- MF ヨルク・アルバーツ (2003-2004、 ドイツ )
- MF ジョヴァンニ・モレノ (2012-、 コロンビア )
- MF ティム・ケーヒル (2015-2016、 オーストラリア )
- MF モハメド・シソッコ (2015-、 マリ )
- MF フレディ・グアリン (2016-、 コロンビア )
- FW サウル・マルティネス (2002-2005、 ホンジュラス )
- FW ルベン・ソサ (2002、 ウルグアイ )
- FW デヤン・ペトコヴィッチ (2003、 )
- FW カルステン・ヤンカー (2006、 ドイツ )
- FW ハミルトン・リカルド (2007-2008、 コロンビア )
- FW エルナン・バルコス (2009、 アルゼンチン )
- FW アンドレス・オペル (2009、 エストニア )
- FW ニコラ・アネルカ (2012-2013、 フランス )
- FW ディディエ・ドログバ (2012、 コートジボワール )
- FW ジョエル・グリフィス (2012、 オーストラリア )
- FW ダディ (2013、 ポルトガル )
- FW パウロ・エンリケ (2014-、 )
- FW ルーカス・ビアトリ (2014-2015、 アルゼンチン )
- FW デンバ・バ (2015-、 セネガル )
- FW オバフェミ・マルティンス (2016-、 ナイジェリア )
- FW カルロス・テベス (2017-、 アルゼンチン )

## 江蘇省

### 江蘇蘇寧
- FW エスクデロ競飛王 (2015年、 日本  アルゼンチン  スペイン)
- MF ラミレス (2016年-2019年、 ブラジル)
- MF アレックス・テイシェイラ (2016年-、 ブラジル)
- FW ジョー (2016年、 ブラジル)
- DF トレント・セインズベリー (2016年-2018年、 オーストラリア)
- FW ロヘル・マルティネス (2016年-2018年、 コロンビア)
- DF 洪正好 (ホン・ジョンホ) (2016年-、 韓国)
- DF ミランダ (2019年-2020年、 ブラジル)

## 浙江省

### 浙江緑城
- DF アルジェウ (2007、 ブラジル)
- DF 丁東浩 (2012、 韓国)
- DF 金東進 (2012-2013、 韓国)
- DF マシュー・スピラノビッチ (2015-、 オーストラリア)
- DF 呉範錫 (2016、 韓国)
- MF アンドレジーニョ (2009、 ブラジル)
- MF アダム・グリフィス (2010-2011、 オーストラリア)
- MF ロダー・アンタル (2015、 レバノン)
- MF サミール (2016-、 ブラジル)
- FW アドルフォ・バレンシア (2002-2003, 2004、 コロンビア)
- FW エドワルド・マルケス (2007、 ブラジル)
- FW チッコ (2007、 ブラジル)
- FW ヴァウド (2008-2009、 ブラジル)
- FW ジェリー・パラシオス (2010、 ホンジュラス)
- FW ファブリシオ (2012、 ブラジル)
- FW マゾーラ (2012-2013、 ブラジル)
- FW レナチーニョ (2012、 ブラジル)
- FW 大黒将志 (2013、 日本)
- FW ジウベルト・マセナ (2014、 ブラジル)
- FW アンセウモ・ハモン (2014-、 ブラジル)
- FW ティム・ケーヒル (2016、 オーストラリア)

## 山東省

### 山東魯能泰山
- FW カシアーノ・デルバージェ (2000年-2001年、 パラグアイ)
- MF ニイ・ランプティ (2001年-2002年、 ガーナ)
- DF ホセ・オスカル・エレーラ (2001、 ウルグアイ)
- DF マルシオ・サントス (2001、 ブラジル)
- FW イオネル・ダンチウレスク (2005年、 ルーマニア)
- MF アレクサンダー・ジヴコヴィッチ (2006年-2009年、 セルビア)
- FW サンドロ (2009年、 ブラジル)
- MF ロダー・アンタル (2009年-2013年、 レバノン  シエラレオネ)
- MF フリオ・セサル・レオン (2010年-2011年、 ホンジュラス)
- FW オビナ (2011-2013、 ブラジル)
- MF シマオ (2012、 モザンビーク)
- FW ジウベルト・マセナ (2012-2014、 ブラジル)
- FW ホセ・オルティゴサ (2012、 パラグアイ)
- DF ライアン・マッゴーワン (2013年-2014年、 オーストラリア)
- FW ヴァグネル・ラヴ (2013-2015、 ブラジル)
- FW マリウス・ニクラエ (2013、 ルーマニア)
- MF ワルテル・モンティージョ (2014年-2016年、 アルゼンチン)
- FW アロイージオ (2014年-2016年、 ブラジル)
- MF ジュニオール・ウルソ (2014年-2016年、 ブラジル)
- FW ジエゴ・タルデッリ (2015年-、 ブラジル)
- MF ジュシレイ (2015年-、 ブラジル  パレスチナ)
- DF ジウ (2016年-、 ブラジル)
- FW グラツィアーノ・ペッレ (2016年-、 イタリア)
- FW パピス・シセ (2016年-、 セネガル  フランス)

## 河南省

### 河南建業
- DF ミロシュ・バヤリツァ (2010、 セルビア )
- DF ゴラン・ガヴランチッチ (2010、 セルビア )
- DF ファボン (2011、 ブラジル )
- DF 鄭仁煥 (2015、 韓国 )
- DF ライアン・マッゴーワン (2016-、 オーストラリア )
- MF アイザック・チャンサ (2012、 ザンビア )
- FW エマヌエル・オリサデベ (2008-2010、 ポーランド )
- FW クリストファー・カトンゴ (2011-2013、 ザンビア )
- FW ゴッドフレッド・カリカリ (2012-2013、 香港 )
- FW ナンド・ラファエル (2013-2014、 アンゴラ )
- FW ラファエル (2014-2015、 ブラジル )
- FW ハビエル・パティーニョ (2015-、 フィリピン )

## 広東省

### 広州恒大淘宝
- FW カシアーノ・デルバージェ (2007年、 パラグアイ)
- FW ムリキ (2010年-2014年、 ブラジル)
- MF ダリオ・コンカ (2011年-2013年、 アルゼンチン)
- FW クレオ (2011年-2014年、 ブラジル  セルビア)
- DF 金英權 (キム・ヨングォン) (2012年-2018年、 韓国)
- FW ルーカス・バリオス (2012年-2013年、 パラグアイ)
- FW エウケソン (2013年-2015年、2019年-、 ブラジル)
- FW アレッサンドロ・ディアマンティ (2014年-2016年、 イタリア)
- FW アルベルト・ジラルディーノ (2014年-2015年、 イタリア)
- MF レネ・ジュニオール (2014年-2016年、 ブラジル)
- FW アラン (2015年-、 ブラジル)
- FW リカルド・グラール (2015年-、 ブラジル)
- MF パウリーニョ (2015年-2017年、2018年、2019年-、 ブラジル)
- FW ロビーニョ (2015年、 ブラジル)
- FW ジャクソン・マルティネス (2016年-、 コロンビア)
- MF ネマニャ・グデリ (2018年-2019年、 セルビア  オランダ)
- MF タリスカ (2018年、2019年-、 ブラジル)
- DF ティアス・ブラウニング (2019年-、 イングランド)

### 広州富力
- DF 張賢秀 (2014年-、 韓国)
- FW アーロン・サムエル・オラナレ (2014年-、 ナイジェリア)
- MF ミチェル (2015年-2016年、 スペイン)
- FW レナチーニョ (2015年-、 ブラジル)
- MF グスタフ・スヴェンソン (2016年-、 スウェーデン)
- MF エラン・ザハヴィ (2016年-、 イスラエル)
- MF ジュニオール・ウルソ (2017年-、 ブラジル)

## 重慶市

### 重慶当代力帆
- DF アフリク・ツベイバ (1998年、 ロシア)
- DF エリゼウ (2003年、 ブラジル)
- DF ダリオ・ダバツ (2011年、 クロアチア)
- DF エイドリアン・レイジャー (2015年、 オーストラリア)
- DF ゴラン・ミロヴィッチ (2016年-、 クロアチア)
- MF 鄭又榮 (2016年-、 韓国)
- FW アイウトン (2009年、 ブラジル)
- FW フェルナンド・エンリケ・ダ・コンセイソン (2015年-2019年、 ブラジル)
- FW エマヌエル・ジグリオッティ (2015年-2017年、 アルゼンチン)
- FW  アラン・カルデック (2016年-2020年、 ブラジル)

## 貴州省

### 貴州恒豊
- FW マゾーラ (2016年、 ブラジル)
- FW ルベン・カストロ (2017年、 スペイン)
- DF ライアン・マッゴーワン (2017年、 オーストラリア)
- FW マイケル・オルンガ (2017年-2018年、 ケニア)
- FW ニキツァ・イェラヴィッチ (2017年、2018年-、 クロアチア  ボスニア・ヘルツェゴビナ)
- MF マリオ・スアレス (2017年-2018年、 スペイン)